# Аральське море
Ара́льське мо́ре (тюрк. арал — «острів») — безстічне солоне озеро в Туранській низовині в пустельній зоні на теренах Казахстану й Узбекистану, більша частина якого зникла внаслідок діяльності людини.
Аральське море більша частина якого зникла за кілька десятиліть двадцятого століття через неефективне використання іригаційних систем у радянські часи, а також через зміну клімату. Це мало драматичний вплив на всі аспекти життя в регіоні. У 1950-х роках Аральське море було четвертим за величиною озером у світі. З початку 1960-х рівень моря катастрофічно знизився (Сирдар'я і періодично Амудар'я не впадають в озеро). Нині озеро здебільшого пересохло, за винятком найглибших частин; Арал — регіон екологічного лиха. Площа Аральського моря до початку висихання становила 66 458 км². Найбільша глибина була 68 м, середня — 15,5 м. У морі було багато островів загальною площею 2345 км². Найбільші острови: Кокарал, Відродження, Барсакельмес.
Північний берег Аральського моря був сильно порізаний і мав кілька великих заток. Західний — рівний, підвищений, з кручами «чинками» висотою до 100—150 м. Східний і південний береги — низовинні. Рівень Аральського моря і в ті часи був мінливий. Амплітуда коливання пересічних річних рівнів становила 3 м. Колишній рівень мав відмітку 52 м над рівнем океану. Коливання рівня Аральського моря залежали від стоку Амудар'ї та Сирдар'ї, які його живили. З будівництвом Каракумського каналу та Голодностепської зрошувальної системи відбулися значні зміни у водному балансі Аральського моря. Припинення стоку річок внаслідок надмірного зрошування призвело до висихання моря.
Солоність Аральського моря становила 10—11 ‰. Північна частина Аральського моря взимку замерзала.
Судноплавство тривало близько 7 місяців.
В Аральському морі водилося до 20 видів риб. Середньорічний вилов риби становив понад 35 тисяч тонн. Основні промислові риби — короп, лящ, вобла. Зараз[коли?] в пересолених водах тих басейнів, які залишилися на дні озера, і досі є життя — існують кілька видів водоростей та живе один вид риби (колючка південна), хоч вважалося, що, коли солоність досягне такого рівня, ніякого життя в озері, окрім мікроорганізмів, не залишиться.
Карту Аральського моря вперше склав Олексій Бутаков, в Аральській описовій експедиції якого брав участь Тарас Шевченко, який дав низку замальовок Аральського моря. Артем Акишев першим провів топографічне знімання островів Аральського моря.

## Галерея

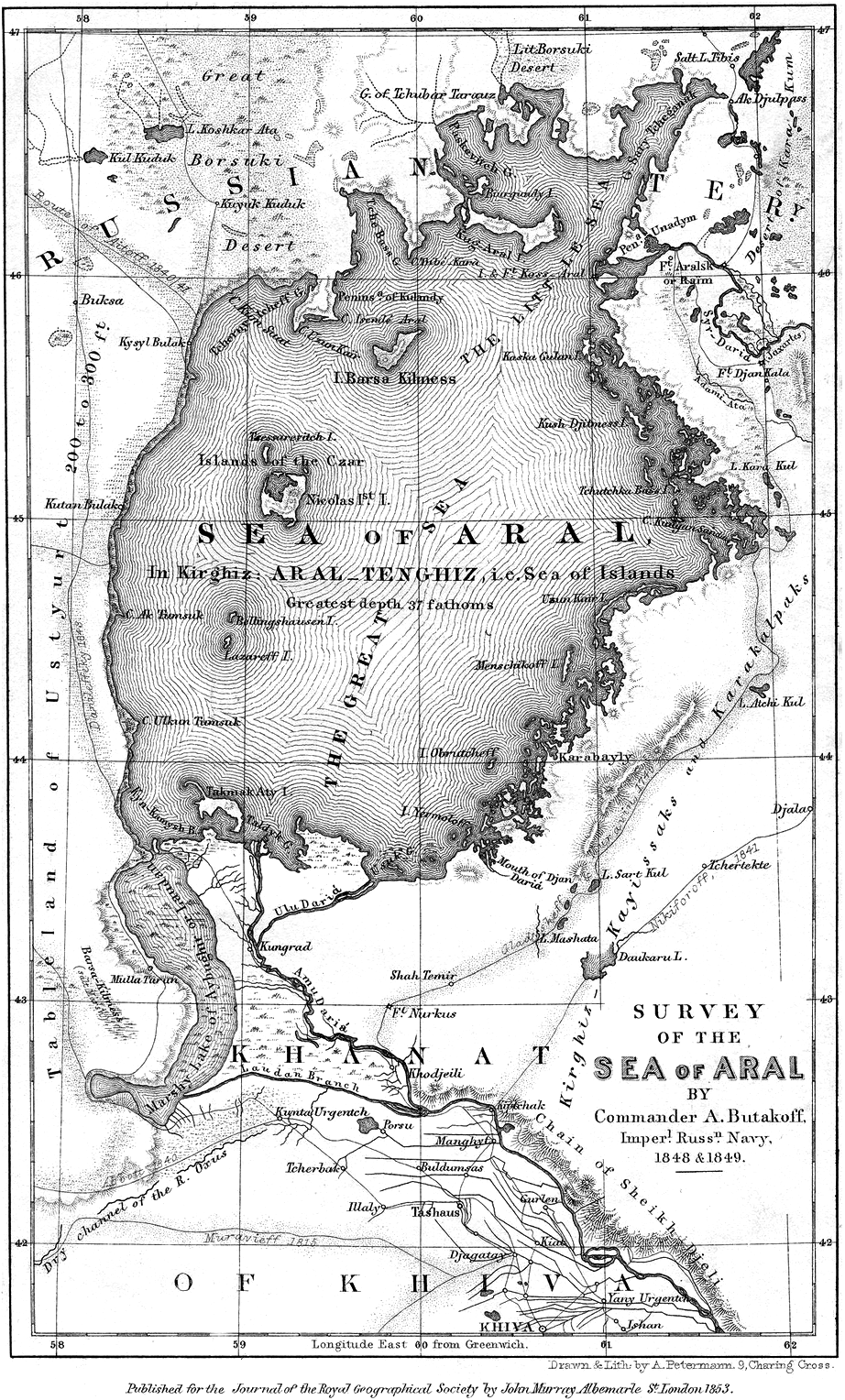
Карта Аральського моря А. Бутакова (Лондон, 1853)
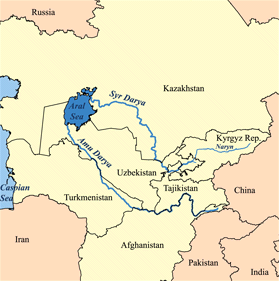
Розміщення аральського моря в межах 1960 року
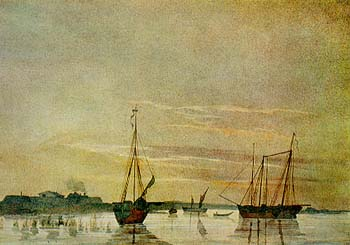
Перші російські човни на Аральському морі, ескіз Тараса Шевченка, 1848
Зменшення площі моря з 1960 по 2010 рік
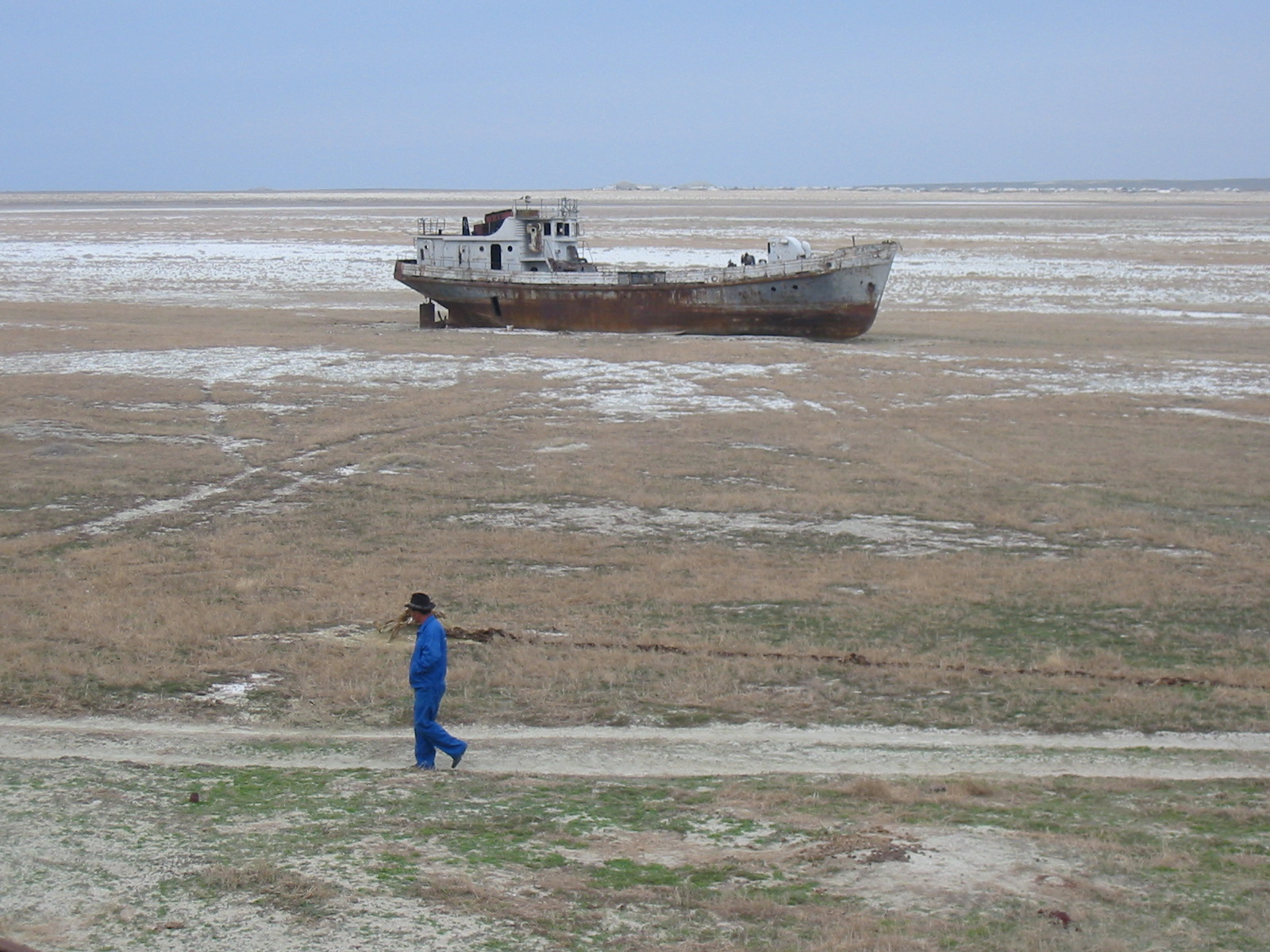
Корабель аральської флотилії
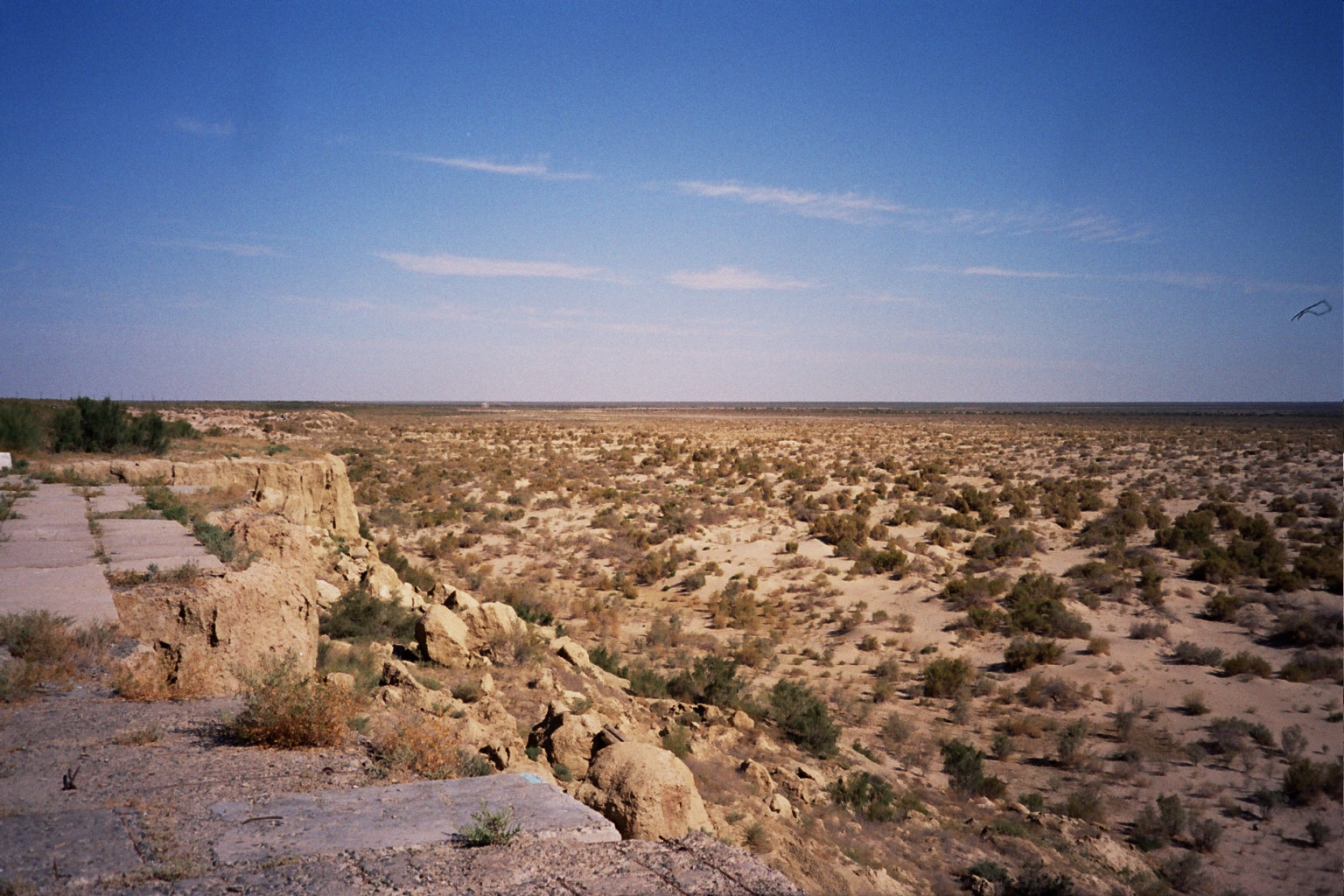
Аральське море. Піднята область зліва — це колишній берег